# Okres Teplice
Teplice (Duits: Teplitz-Schönau) is een district (Tsjechisch: Okres) in de Tsjechische regio Ústí nad Labem. De hoofdstad is Teplice. Het district bestaat uit 34 gemeenten (Tsjechisch: Obec).

## Lijst van gemeenten
De obce (gemeenten) van de okres Teplice. De vetgedrukte plaatsen hebben stadsrechten. De cursieve plaatsen zijn steden zonder stadsrechten (zie: vlek).
Bílina - Bořislav - Bystřany - Bžany - Dubí - Duchcov - Háj u Duchcova - Hostomice - Hrob - Hrobčice - Jeníkov - Kladruby - Kostomlaty pod Milešovkou - Košťany - Krupka - Lahošť - Ledvice - Lukov - Měrunice - Mikulov - Modlany - Moldava - Novosedlice - Ohníč - Osek - Proboštov - Rtyně nad Bílinou - Srbice - Světec - Teplice - Újezdeček - Zabrušany - Žalany - Žim

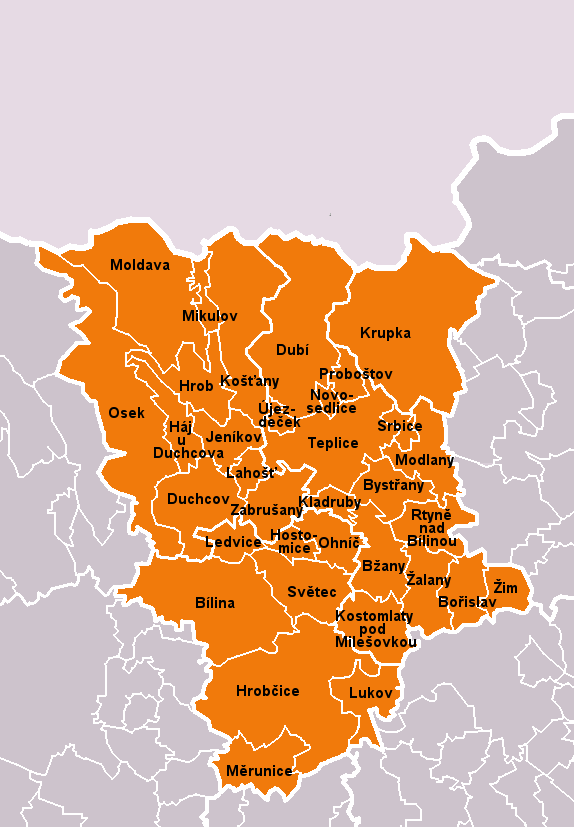
Gemeenten van okres Teplice

Děčín · Chomutov · Litoměřice · Louny · Most · Teplice · Ústí nad Labem